# Font d'en Ribes (Collserola)
La Font d'en Ribes és una font d'aigua no potable al terme de Sant Cugat del Vallès dins del Parc Natural de Collserola. És a la capçalera del torrent de la Rabassada, just per sota de la carretera de la Rabassada i a tocar de la font del mateix nom. En raja poca aigua. Situada enmig del bosc amb una petita zona de pícnic, va ser construïda l'any 1909 i va ser restaurada l'any 1995.
Es tracta d'una font modernista amb fons blanc, decoració floral en rosa, sanefes i rètols en blau i motllures en verd. La font és coronada per una gran fulla d'acant sobre l'any de construcció de la font 1909. Per sota, el nom de la font. Disposa de dos bancs laterals, revestits amb trencadís, amb respatller ondulat.